# New Post (Wisconsin)
New Post è un census-designated place (CDP) degli Stati Uniti d'America, situato in Wisconsin, nella contea di Sawyer.